# Pedregal de San Ángel
Pedregal de San Ángel är en ort i Mexiko.   Den ligger i kommunen Ojuelos de Jalisco och delstaten Jalisco, i den centrala delen av landet, 400 km nordväst om huvudstaden Mexico City. Pedregal de San Ángel ligger 2 108 meter över havet och antalet invånare är 253.
Terrängen runt Pedregal de San Ángel är varierad. Runt Pedregal de San Ángel är det ganska glesbefolkat, med 21 invånare per kvadratkilometer. Närmaste större samhälle är Villa García, 19,4 km nordväst om Pedregal de San Ángel. Omgivningarna runt Pedregal de San Ángel är i huvudsak ett öppet busklandskap.